# Anders Meibom
Pour les articles homonymes, voir Meibom.
Anders Meibom, né le 9 septembre 1969, est un scientifique interdisciplinaire danois actif dans le domaine de la bio-géochimie. Il est professeur à l'École polytechnique fédérale de Lausanne (EPFL), où il dirige le laboratoire de géochimie biologique.

## Carrière
Meibom obtient un doctorat en physique à l'université du Danemark du Sud en 1997. Il poursuit ensuite un post-doctorat de deux ans et demi à l'Institut de géophysique et de planétologie d'Hawaï où il étudie la minéralogie des météorites chondrotiques primitives. En 2000, il rejoint l'université Stanford en tant qu'associé de recherche dans le laboratoire de microscopie ionique Stanford-USGS au sein du département des sciences géologiques et environnementales. En 2005, il est nommé professeur associé au Muséum national d'histoire naturelle de Paris, où il est promu professeur ordinaire en 2007. De 2006 à 2011, il dirige le centre d'analyse national français NanoSIMS. En 2012, il est nommé professeur ordinaire à la Faculté de l'environnement naturel, architectural et construit de l'École polytechnique fédérale de Lausanne. Il est également professeur ordinaire ad personam à l'université de Lausanne depuis 2014. De 2015 à 2017, il a été directeur de l'Institut d'ingénierie environnementale de l'EPFL.
En 2019, Meibom fonde le Centre transnational de recherche sur la Mer Rouge, une initiative de diplomatie scientifique soutenue par le Département fédéral des affaires étrangères (DFAE, Suisse) et qui vise à promouvoir les échanges scientifiques dans une zone géo-politiquement instable mais aux enjeux écologiques majeurs,,.

## Recherche
Meibom dirige actuellement le laboratoire de géochimie biologique de l'EPFL. Les recherches effectuées dans son laboratoire sont de nature interdisciplinaire, à l'interface entre la géochimie des isotopes et de la biologie. Meibom utilise un spectromètre de type NanoSIMS afin de visualiser et de caractériser la diagenèse des substrats biogéniques, ainsi que pour étudier les processus métaboliques dans les organismes symbiotiques et la façon dont ces processus sont influencés par les pressions sur l'environnemental, en particulier le réchauffement climatique.

## Distinctions
En 2008, Anders Meibom reçoit la Médaille d'excellence pour la recherche de l'Union minéralogique européenne pour ses contributions dans le domaine de la cosmochimie
De 2009 à 2012, il est membre du Comité national Section 18 au Centre national de la recherche scientifique (CNRS), France
En 2009 et 2017, Meibom obtient deux Advanced Grants du Conseil européen de la recherche pour des projets visant à mieux comprendre les processus de biominéralisation par les organismes marins (Project BioCarb, 2009), ainsi qu'à mieux comprendre les enregistrements paléo-environnementaux à base de biocarbonate pour les océans (Projet UltraPal, 2017).